# Andrzej Kempa
Władysław Andrzej Kempa (ur. 27 czerwca 1936 w Częstochowie, zm. 1 października 2009 w Łodzi) – polski księgoznawca, bibliotekarz, bibliofil i regionalista.

## Życiorys
Absolwent polonistyki Uniwersytetu Łódzkiego, starszy kustosz dyplomowany, wieloletni pracownik Biblioteki Głównej Akademii Medycznej w Łodzi (w latach 1974–1980 zastępca dyrektora), a następnie, do emerytury, Wojewódzkiej i Miejskiej Biblioteki Publicznej im. Marszałka J. Piłsudskiego w Łodzi. Działacz Stowarzyszenia Bibliotekarzy Polskich, członek założyciel Łódzkiego Towarzystwa Przyjaciół Książki, kolekcjoner ekslibrisów.

## Publikacje
Autor ponad 1000 artykułów i wielu książek, wśród nich m.in.:
- Żydzi dawnej Łodzi. Słownik biograficzny Żydów łódzkich oraz z Łodzią związanych (współautor: Marek Szukalak) T. 1-4, Łódź 2001–2004, ISBN 83-87522-47-3, ISBN 83-87522-52-X, ISBN 83-87522-62-7, ISBN 83-87522-67-8
- Bibliofilskie silva rerum. Szkice, notatki, wypisy, Warszawa 2002, ISBN 83-87629-79-0
- Arnold Mostowicz: 1914–2002, Łódź 2005, ISBN 83-87522-73-2
- Kronika Stowarzyszenia Bibliotekarzy Polskich 1917–2007, Warszawa 2007, ISBN 978-83-89316-84-4
- Tablice pamięci. Łódzkie inskrypcje pamiątkowe (współautor Marta Zawadzka), Łódź 2007, ISBN 978-83-85925-57-6

## Odznaczenia
- Krzyż Kawalerski Orderu Odrodzenia Polski (2001)
- Złoty Krzyż Zasługi (1985)
- Brązowy Medal „Zasłużony Kulturze Gloria Artis” (2005)
- Odznaka „Zasłużony Działacz Kultury” (1978)
- Honorowa Odznaka Miasta Łodzi (1984)